# Krzyżacy 1410

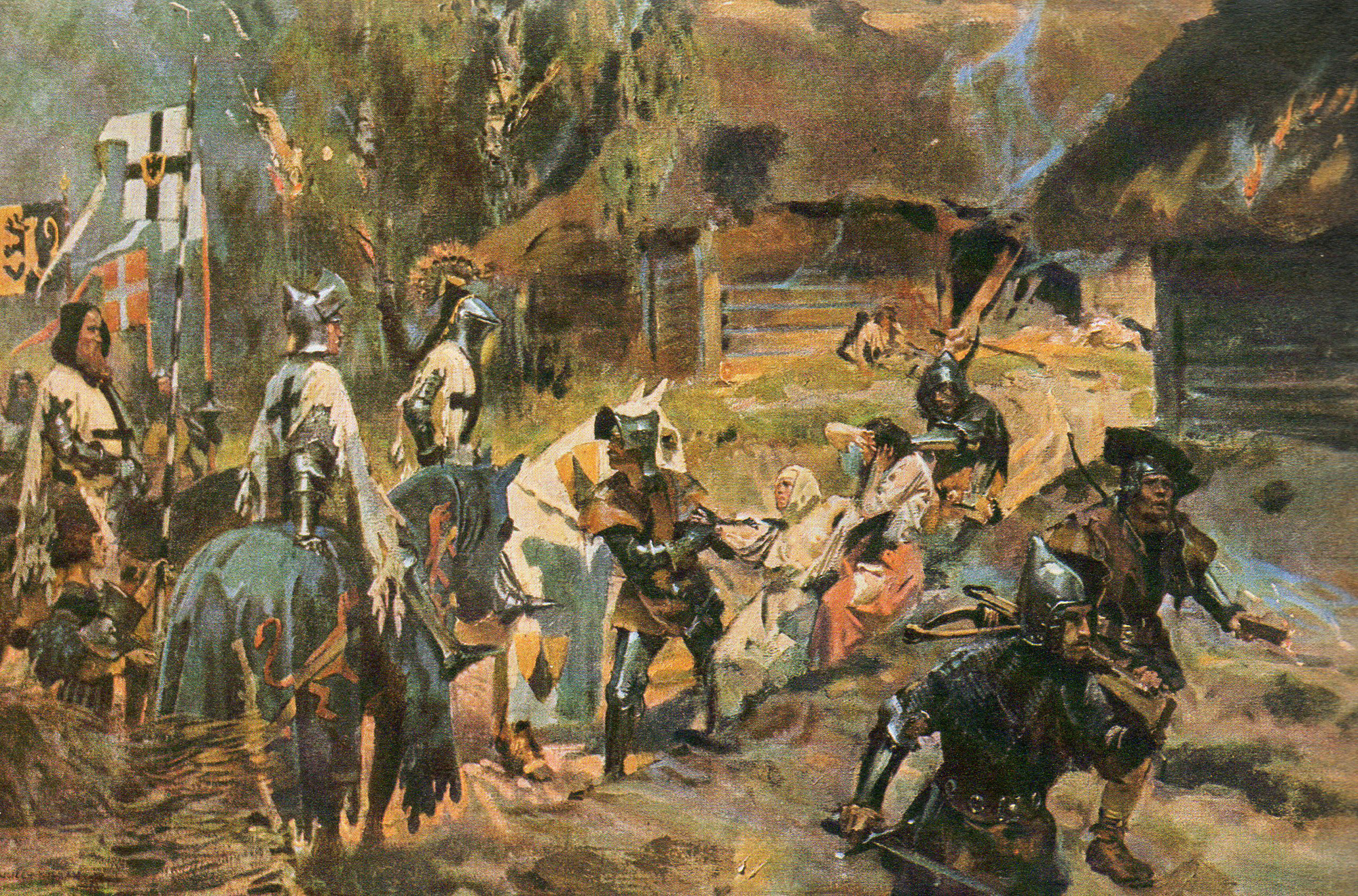
Wojciech Kossak – Apostolstwo krzyżackie (z cyklu „Duch pruski”, 1909)

Krzyżacy 1410. Obrazy z przeszłości – powieść historyczna Józefa Ignacego Kraszewskiego z 1874 roku.
Początkowo ukazywała się w odcinkach w tygodniku „Kłosy” (1874), w postaci książkowej została wydana w dwóch tomach w 1882 roku. Oprócz późniejszych wydań miała też skrócone przeróbki: Pod Grunwaldem. Walka Polaków z Niemcami (1898) czy Pogrom Krzyżaków. Obrazek historyczny z czasów Władysława Jagiełły (1910). Nie są znane tłumaczenia na języki obce. Rękopis utworu zachował się we wrocławskiej Bibliotece Ossolińskich (sygnatura 5.322).

## Tło powstania
Kwestia krzyżacka absorbowała pisarza od dawna i pojawiała się w jego wczesnych utworach oraz pracach naukowych poświęconych dziejom Litwy (np. w opowiadaniu Litwa za Witolda, 1850). Wśród 94 powieściowych utworów historycznych Kraszewskiego Krzyżacy 1410 zajmują kolejne 34 miejsce. Mimo zastosowania tej samej maniery pisarskiej (literacki gatunek, sposób beletryzacji źródeł), autor nie włączył  go do powstałego dwa lata później cyklu Dzieje Polski. Tematykę krzyżacką podejmował jednak w późniejszych powieściach, jak Jelita (1881), Waligóra (1882), Semko (1882) czy Kunigas (1882).  

## Treść
Powieść obejmuje wydarzenia z lat 1409-1411, a tłem fabuły jest wielka wojna z zakonem krzyżackim. Akcja utworu rozpoczyna się w Malborku, dokąd dociera z pielgrzymką ksiądz Jan z Zaboru, wciągnięty następnie przez rycerzy-zakonników w intrygę szpiegowską. Rosnące napięcie między zakonem krzyżackim a Polską i Litwą doprowadza do rozpoczęcia wojny. Wraz z rozwojem akcji bohaterowie powieści są świadkami i uczestnikami kolejnych wydarzeń wielkiej wojny i jej starć, włącznie ze zwycięską bitwą pod Grunwaldem i następującymi po niej wydarzeniami zakończonymi nieudanym oblężeniem Malborka.
Główną bohaterką powieści jest młoda Ofka (Ofelia) Noskówna, córka polskiej mieszczki z Torunia, która jako szpieg w służbie krzyżaków przedostaje się do otoczenia króla Jagiełły. Z fanatyzmem i poświęceniem, nie cofając się przed zbrodnią, gorliwie wspomaga siły Zakonu walczące z Polakami, m.in. wcielając się w męską postać pacholika rycerza Andrzeja Brochockiego z Brochocic. Po bitwie grunwaldzkiej napotyka w polskim obozie niemieckiego jeńca – Kuno Dienheima, którego namiętne uczucie pozwala go uzależnić od siebie. Zakochany Niemiec zdobywa się na liczne poświęcenia i dokonuje śmiałych czynów, by zyskać względy władczej i kapryśnej Ofki, która jedynie traktuje go jako narzędzie do spełniania swych podstępnych zamierzeń. Ostatecznie nadzieje jego burzy fakt, że Ofka porzucając dom i matkę, jako siostra zakonna całkowicie oddaje się w służbę krzyżaków. Stawiając się jednak w końcu do Brochocic jako jeniec zwolniony na rycerskie słowo, Dienheim znajduje w polskiej rodzinie nie tylko życzliwe przyjęcie, lecz i zapowiedź odwzajemnionej miłości.

## Porównanie powieści Kraszewskiego i Sienkiewicza
Powieść Kraszewskiego powstała 23 lata przed literackim pojawieniem się sienkiewiczowskich Krzyżaków. Henryk Sienkiewicz (wówczas 35-letni pisarz bez twórczego dorobku historycznego) znał powieść swego poprzednika, recenzował ją („Gazeta Polska” nr 246 z 1881 r.) i ostatecznie posłużyła mu ona za inspirację w pisaniu jego wizjonerskiej wersji konfliktu polsko-krzyżackiego. Przejął też stamtąd niektóre pomysły w tworzeniu postaci oraz wątki fabularne, włącznie ze scenkami i sytuacjami; dostrzegalne mogą być również zapożyczenia tekstowe i stylizacyjne. 

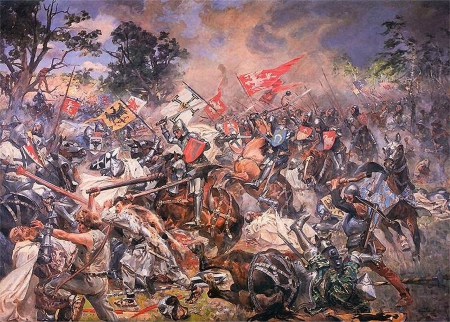
Bitwa pod Grunwaldem w wizji Wojciecha Kossaka (1931)

O ile jednak utwór Sienkiewicza ukazuje narastanie konfliktu i poprzedzające go wydarzenia głównie od strony polskiej, to powieść Kraszewskiego dąży do równoległego ukazywania działań obydwu stron. Poza tym cechuje ją większy realizm w przedstawianiu autentycznych zdarzeń oraz tła historycznego, które autor potraktował znacznie szerzej (aż po wydarzenia następujące po grunwaldzkim zwycięstwie wraz ze strategicznym fiaskiem oblężenia Malborka, bitwą pod Koronowem i zakończeniem konfliktu w 1411 roku). W porównaniu z sienkiewiczowskimi personae dramatis, Kraszewski staranniej też zarysował osobowości głównych bohaterów wraz z nakreśleniem motywów ich działania. Podobnie jednak jak Sienkiewicz, oparł fabułę swej powieści na trzech wątkach: awanturniczo-sensacyjnym, spełniającym rolę kompozycyjną (niezwykła historia Ofki Noskówny), „rodowym” (herbowa kwestia herbowa pochodzenia Dienheima i Brochockiego) oraz romansowym (uczucie pomiędzy Dienheimem i Ofką). Natomiast w interpretacji dostępnego materiału źródłowego (głównie Roczników Jana Długosza), fabularyzując nie odbiegał zasadniczo od wersji przekazanej przez średniowiecznego kronikarza.
Znamiennymi cechami pouczającej i bardziej zobiektywizowanej powieści Kraszewskiego pozostają jednak przede wszystkim krytycyzm i realizm, przejawiające się zarówno w opisach ważnych wydarzeń, jak i charakterystyce postaci. W swym przekazie autor preferuje nieemocjonalną, rzeczową i bezstronną relację, starając się o sprawiedliwe rozłożenie ocen pozytywnych i negatywnych. Stąd też pominięte przez Sienkiewicza, celowe przedstawienie wydarzeń po bitwie grunwaldzkiej z ich krytyczną oceną, jaskrawo uświadamiającą, jak szybko i łatwo zmarnowano dorobek tego szczególnego historycznego zwycięstwa.

## Charakter i recepcja utworu

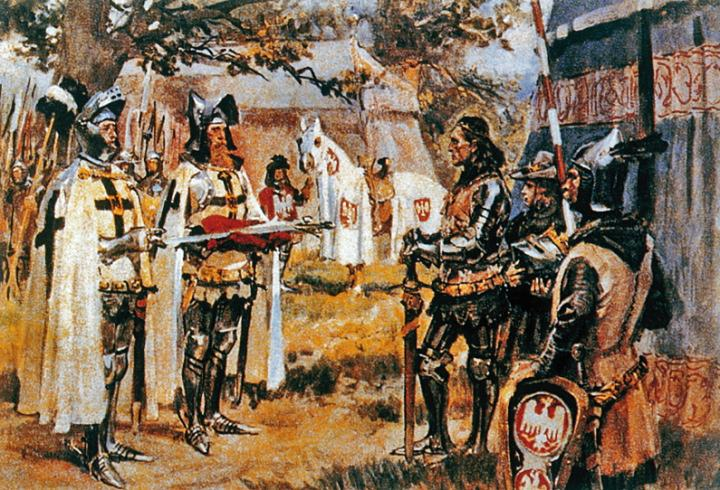
Wojciech Kossak – Dwa miecze (ok. 1909)

Powieść Kraszewskiego od początku nie zyskała popularności ani nawet szerszego odbioru: większego zainteresowania nie wzbudził jej prasowy pierwodruk, a wydanie książkowe wywołało stosunkowo słaby oddźwięk. Również późniejsze wydania nie wprowadziły tego utworu w szeroki obieg czytelniczy, gdy swą popularnością przytłumiła go już epicka wersja powieści Sienkiewicza. Przychylnego odbioru nie przysporzyła mu też odmienna koncepcja ideowo-historiozoficzna przyjęta przez autora, a polegająca na ukazywaniu ojczystych dziejów pozbawionych przesadnej heroizacji, stwarzania niepotrzebnych miraży i gloryfikowania czynów polskiego oręża. W tym swoistym odbrązawianiu ważnego epizodu narodowych dziejów, pisarz (w odróżnieniu od Sienkiewicza) nie odpowiedział trafnie na ideowo-społeczne potrzeby ówczesnych Polaków. W jego zamyśle twórczym przeważył cel dydaktyczny, co sprawiło, że Krzyżacy 1410 są „powieścią o zmarnowanych okazjach, surowo oceniającą opieszałość i brak zmysłu politycznego u zwycięzców spod Grunwaldu”, a „Kraszewski daje nam poznać gorzki smak tego zwycięstwa”.